# (1387) Кама
(1387) Кама (лат. Kama) — типичный астероид главного пояса, открыт 27 августа 1935 года советским астрономом Пелагеей Фёдоровной Шайн в Симеизской обсерватории и в 1952 году назван в честь реки Камы.

## Обнаружение и именование
(1387) Кама
Открыт 27 августа 1935 года в Симеизе П. Ф. Шайн.
Название крупной реки в СССР к востоку от Казани, притока Волги.
Оригинальный текст (англ.)1387 Kama
Discovered 1935-08-27 by Shajn, P. at Simeis.
The name of a large river in USSR east of Kasan, and a tributary of the Volga. 
Источники: DISCOVERY.DB; M.P.C. 838.

## Орбита

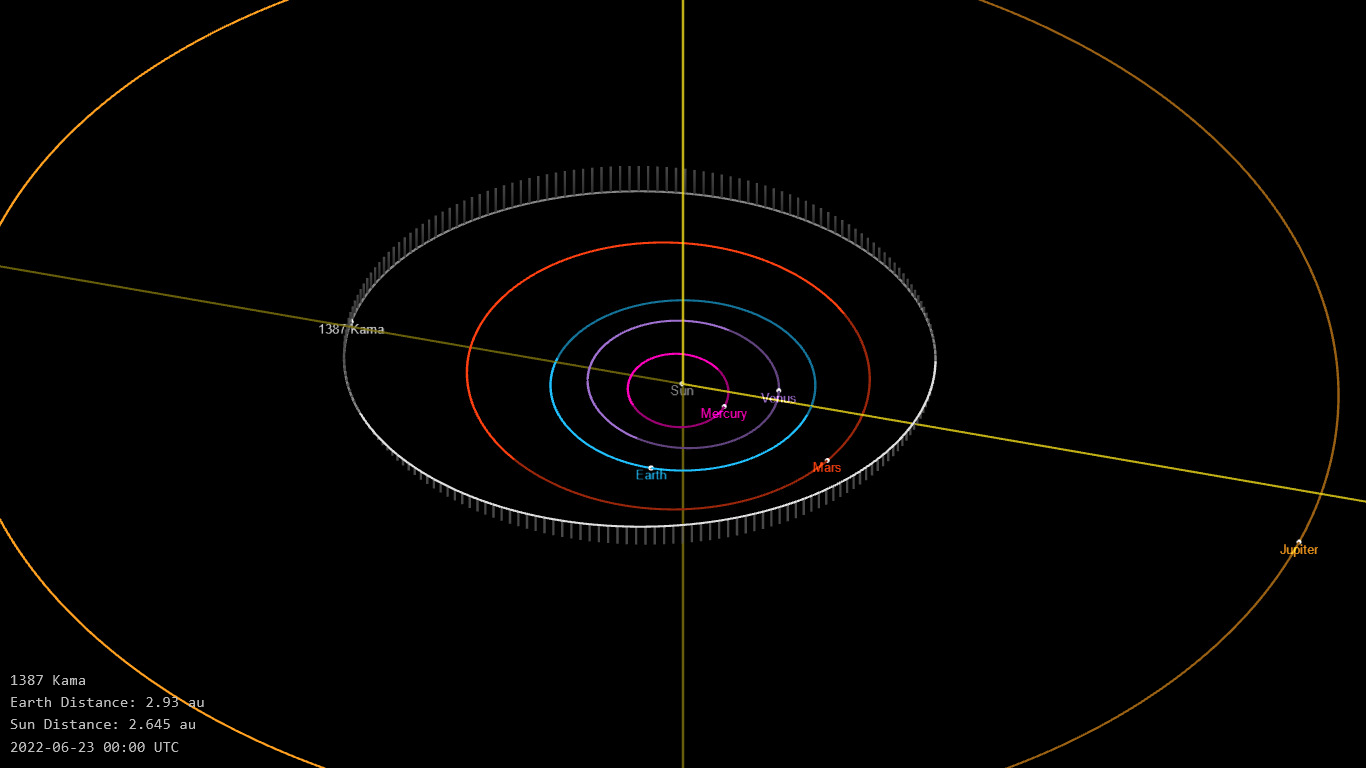
Орбита астероида Кама и его положение в Солнечной системе

## Физические характеристики
Астероид относится к таксономическому классу S.
По результатам наблюдений в инфракрасном диапазоне спутника Akari и наблюдений в видимом и ближнем инфракрасном диапазоне космического телескопа NEOWISE диаметр астероида сначала оценивался равным 9,16±0,33 км, позже — 7,46±0,11 км, 7,460±0,115 км, 7,910±1,277 км, 7,04±1,75 км. Согласно тем же источникам альбедо оценивается как 0,146±0,012, 0,138±0,050, 0,138±0,050, 0,1327±0,0714 и 0,166±0,093.